# Roy Fowler
Roy Fowler (Brisbane, 22 marzo 1920 – 19 settembre 2002) è stato un nuotatore e arciere australiano.
Vinse dieci medaglie paralimpiche in sei diverse edizioni dei Giochi dal 1964 al 1988.

## Biografia
Roy Fowler nacque a Bisbane. Giocò a rugby a 13 e gareggiò nel nuoto in rappresentanza della sua scuola fino all'età di 12 anni, quando lavorò nell'outback australiano in una fattoria di pastori durante la Grande depressione. All'età di quattordici anni, ebbe il suo primo combattimento professionale. Durante la seconda guerra mondiale, fu artigliere nel 2/2 Tank Attack Regiment dell'esercito australiano, e dopo la guerra, girò l'Australia come parte di un circuito di wrestling professionale di tag team.
Nel 1963, ebbe un'emorragia cerebrale in un incidente nel corso dell'estrazione di carbone, e divenne tetraplegico. Trascorse sei mesi nell'unità spinale del Princess Alexandra Hospital e poi fu trasferito al Kingshome Rehabilitation Centre, dove entrò in contatto con gli sport in carrozzina.

### Carriera sportiva
La prima competizione internazionale di Fowler furono i Giochi di Tokyo del 1964, dove vinse tre medaglie d'oro nel nuoto e due medaglie d'argento nel tiro con l'arco. Nel tiro con l'arco, vinse anche una medaglia d'argento e una medaglia di bronzo ai Giochi di Heidelberg del 1972. Partecipò alle gare di tiro con l'arco che di tiro del dardo ai Giochi paralimpici di Tel Aviv 1968 e di Toronto 1972, senza riuscire a vincere nessuna medaglia. Il suo sport preferito era il tiro con l'arco e raggiunse i primi 20 posti al mondo nelle gare di tiro con l'arco per normodotati. Nel 1981 cominciò a giocare a bowls, dove raggiunse le semifinali agli Stoke Mandeville Games del 1983. Vinse due medaglie d'oro in questo sport ai Giochi di New York/Stoke Mandeville del 1984 in entrambe le gare per paraplegici uomini a coppie, con Eric Magennis, e per singoli, e un'altra medaglia d'oro ai Giochi di Seoul del 1988 nella gara a coppie maschili categoria 2-6 con Stan Kosmala. Prima medaglia d'oro paralimpica in bowls del Queensland, Roy Fowler restò imbattuto nelle competizioni nazionali per disabili dal 1982 al 1991, vincendo nove titoli nazionali di singolare, ed eccelleva anche nelle gare di bocce su prato con i normodotati. Dopo un problema di salute nel 1998 che lo costrinse a rimanere in ospedale per un anno, vinse una medaglia d'oro in una competizione nazionale mesi dopo il suo rilascio. In tutto, vinse 100 medaglie nello sport in carrozzina sia a livello nazionale che internazionale.
Nel 2000, in occasione dei Giochi di Sydney, Fowler partecipò come tedoforo alla marcia della torcia paralimpica. Morì nel 2002 all'età di 82 anni, sopravvivendo alla moglie Mary. Al momento della morte, viveva a East Ipswich, nel Queensland.

## Palmarès paralimpico
| Anno | Manifestazione     | Sede                      | Evento                                          | Risultato | Prestazione | Note |
| ---- | ------------------ | ------------------------- | ----------------------------------------------- | --------- | ----------- | ---- |
| 1964 | Giochi paralimpici | Tokyo                     | Nuoto - 25 m rana completo 1                    | Oro       |             |      |
| 1964 | Giochi paralimpici | Tokyo                     | Nuoto - 25 m stile libero prono completo 1      | Oro       |             |      |
| 1964 | Giochi paralimpici | Tokyo                     | Nuoto - 25 m stile libero supino completo 1     | Oro       |             |      |
| 1964 | Giochi paralimpici | Tokyo                     | Tiro con l'arco - St. Nicholas open individuale | Argento   |             |      |
| 1964 | Giochi paralimpici | Tokyo                     | Tiro con l'arco - St. Nicholas open a squadre   | Argento   |             |      |
| 1972 | Giochi paralimpici | Heidelberg                | Tiro con l'arco - FITA open individuale         | Argento   |             |      |
| 1972 | Giochi paralimpici | Heidelberg                | Tiro con l'arco - FITA open a squadre           | Bronzo    |             |      |
| 1984 | Giochi paralimpici | New York Stoke Mandeville | Bowls - Individuale per paraplegici             | Oro       |             |      |
| 1984 | Giochi paralimpici | New York Stoke Mandeville | Bowls - Coppia per paraplegici                  | Oro       |             |      |
| 1988 | Giochi paralimpici | Seul                      | Bowls - Coppia 2-6                              | Oro       |             |      |